# Supercoupe de Belgique de football 1995
La Supercoupe de Belgique 1995 est un match de football qui a été joué le 2 août 1995, entre le vainqueur du championnat de division 1 belge 1994-1995, le RSC Anderlecht et le vainqueur de la coupe de Belgique 1994-1995, le FC Bruges.
Anderlecht remporte le match 2-1, et ajoute une quatrième Supercoupe à son palmarès.

## Feuille de match
| Titulaires : |  |
| |  |
| GK Filip De Wilde · RB Bertrand Crasson · CB Georges Grün · CB Olivier Doll · LB Celestine Babayaro · RM Pär Zetterberg 88e · CM Emmanuel Karagiannis 54e 71e · CM Johan Walem · LM Danny Boffin 84e · CF Yaw Preko 90e · CF Gilles De Bilde · |  |
| Remplaçants : |  |
| CF John Bosman 88e · CB Olivier Suray 84e · RF Bruno Versavel 71e · |  |
| Entraîneur : |  |
| Herbert Neumann |  |

| Titulaires : |  |
| |  |
| GK Jürgen Belpaire · RB Dirk Medved · CB Pascal Renier 75e · CB Paul Okon · LB Vital Borkelmans · RM Gert Verheyen 68e · CM Franky Van der Elst 46e · CM Lorenzo Staelens · LM Gert Claessens · CF Robert Špehar 20e · CF Mario Stanić · |  |
| Remplaçants : |  |
| LM Stephan Van Der Heyden 75e · CB Hervé Nzelo-Lembi 46e · OM Sven Vermant 20e 81e · CF René Eijkelkamp 68e · |  |
| Entraîneur : |  |
| Hugo Broos |  |

| Titulaires : |  |
| |  |
| GK Filip De Wilde · RB Bertrand Crasson · CB Georges Grün · CB Olivier Doll · LB Celestine Babayaro · RM Pär Zetterberg 88e · CM Emmanuel Karagiannis 54e 71e · CM Johan Walem · LM Danny Boffin 84e · CF Yaw Preko 90e · CF Gilles De Bilde · |  |
| Remplaçants : |  |
| CF John Bosman 88e · CB Olivier Suray 84e · RF Bruno Versavel 71e · |  |
| Entraîneur : |  |
| Herbert Neumann |  |

| Titulaires : |  |
| |  |
| GK Jürgen Belpaire · RB Dirk Medved · CB Pascal Renier 75e · CB Paul Okon · LB Vital Borkelmans · RM Gert Verheyen 68e · CM Franky Van der Elst 46e · CM Lorenzo Staelens · LM Gert Claessens · CF Robert Špehar 20e · CF Mario Stanić · |  |
| Remplaçants : |  |
| LM Stephan Van Der Heyden 75e · CB Hervé Nzelo-Lembi 46e · OM Sven Vermant 20e 81e · CF René Eijkelkamp 68e · |  |
| Entraîneur : |  |
| Hugo Broos |  |